# Ultra Hit Tracks
Ultra Hit Tracks és una petita compilació del duet australià Savage Garden. Aquest llançament es va produir gràcies a l'èxit que va tenir la compilació Truly Madly Deeply – Ultra Rare Tracks, llançada exclusivament al Japó el 1998. Tanmateix, a Austràlia no va tenir la mateixa repercussió i fou un fracàs de vendes amb poc més de 3000 còpies.

## Llista de cançons
1. "I Knew I Loved You" – 4:12
2. "The Animal Song" (edició ràdio) – 3:43
3. "Truly Madly Deeply" – 4:38
4. "To the Moon and Back" – 5:41
5. "I Want You" – 3:52